# 阿肯色龙
阿肯色龙是虛骨龍類恐龍的一屬。模式種是A. fridayi，屬名是以發現其化石的美國阿肯色州來命名，而種名是紀念於1972年在其農場發現這些化石的J. B. Friday。是阿肯色州唯一被發現的恐龍化石。

## 發現歷史
J. B. Friday在他的土地搜尋他的一隻失蹤牛時，發現那些化石。他把這些化石送給了阿肯色大學。而James H. Quinn博士將這些化石帶到林肯市的古脊椎動物學會議上。其他來自美國及歐洲的專家檢驗這些化石。他們宣布這些化石是似鳥龍的化石，且是已知最古老的似鳥龍化石。
Quinn博士與阿肯色地質委員會的Benjamin Clardy前往發現這些化石的農場，希望能發現更多的化石。發現的地點是一個建築公路的工地，而該化石是來自於下白堊紀的礦床。不幸的是，所有科學家都只能發現一根趾骨。他們猜測那些化石可能是當被埋入地下時已被分散，或是在建築公路期間被破壞。綜合所有發現得出的是三根中骨、三根趾骨、三隻趾爪及兩節脊椎。
這群研究人員做了三個化石的模型，並且分別送往阿肯色大學、阿肯色州地質委員會及自然歷史博物館。而原有的骨骼則保存在阿肯色大學之內。
直至2003年，ReBecca Hunt才發表關於阿肯色龍發表的科學研究。

## 懷疑論
不過，就阿肯色龍的發現及存在，仍然存有一些疑點：
- 骨骼發現者J. B. Friday的太太指出化石是從鬆散的土壤中被發現，而化石的模型上亦明顯的有一些雕琢的痕跡。有人認為這些痕跡可能是製造模型的James H. Quinn博士為演說加上的。
- 阿肯色龍於1972年被發現，但要到2003年才有正式的科學文獻討論。而其屬名只有州立大學、州立博物館及州立地質學會引用，其他的學者卻從沒有在研究中引述此名。雖然這個名字沒有被其他學者引述，其化石被確認是個有效的標本。James Kirkland曾認為這些化石屬於內德科爾伯特龍。
- 於發現阿肯色龍的同期，在阿肯色州亦有指發現了其他怪物的鄉間奇聞，所以有傳聞說阿肯色龍也是這些惡作劇之一。但是這個觀點並沒有證實，而只是猜測。

## 外部連結
- 恐龍博物館阿肯色龍介紹
- "Arkansaurus" at DinoData
- The Arkansas Dinosaur "Arkansaurus fridayi"
- Article from Rock Hounding Arkansas